# Helota vigorsii
Helota vigorsii is een keversoort uit de familie Helotidae. De wetenschappelijke naam van de soort is voor het eerst geldig gepubliceerd in 1825 door Macleay.